# Marae

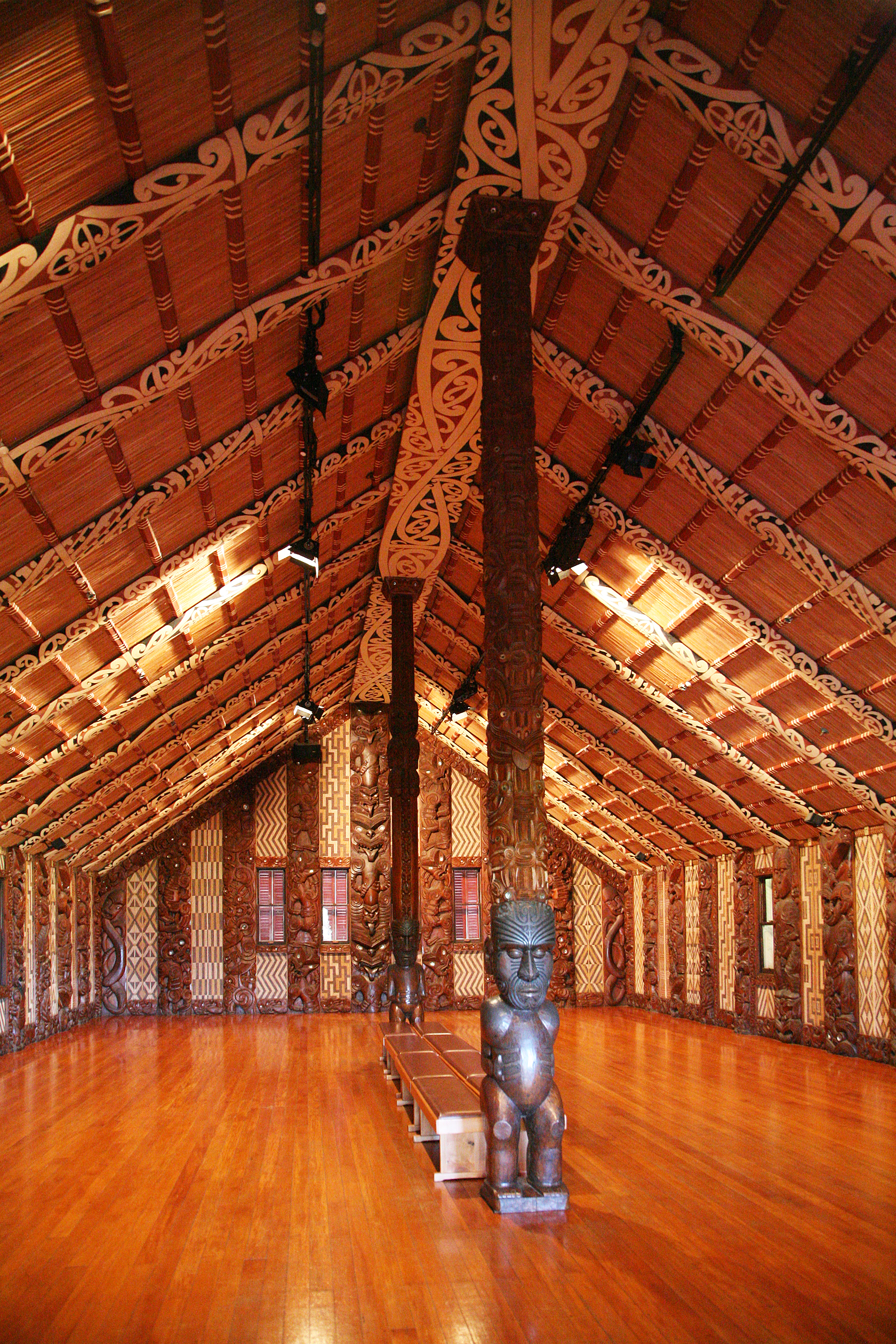
Marae v historické oblasti v Bay of Islands (North Island, Nový Zéland).

Marae (v maorštině Nového Zélandu a Cookových ostrovů, v tahitštině), mala´e (v tongštině) či malae (v samojštině a havajštině), je posvátné místo, u nějž se v polynéských společnostech v době před kolonizací soustředily sociální, náboženské a politické činnosti. Ve všech polynéských jazycích toto slovo zároveň znamená „prázdné, uvolněné místo“. Ve společenském kontextu se jím rozumí uvolněný prostor určený pro schůze, korunování panovníků, obřadní hostiny a kultovní obřady. V některých souostrovích Oceánie osídlených Polynésany mohl stát na marae i dům náčelníka. Na Společenských ostrovech (Ostrovech Společnosti), a obecněji ve Francouzské Polynésii, označuje výraz marae zvláštní stavbu, která se odlišuje od míst určených pro schůze a tance svou výrazně náboženskou a posvátnou povahou.
Nejposvátnějším kultovním místem celé Polynésie bylo marae Taputapuatea na ostrově Raiatea, k němuž se po většinu 2. tisíciletí n. l. pravidelně sjížděli Polynésané z velké části celého Tichomoří, od Nového Zélandu až po Havaj.